# 福島県立医科大学の人物一覧
福島県立医科大学の人物一覧（ふくしまけんりついかだいがくのじんぶついちらん）は、福島県立医科大学に関係する人物の一覧記事。

## OB・OG

### 医学
- 内藤いづみ（医師、ホスピス評論家）

### 芸能
- 今田なお

### その他
- 梅内恒夫（赤軍派の活動家）
- 加藤茂明（元・東京大学教授）

### 政界
- 星北斗（参議院議員）
- 立谷秀淸（福島県相馬市長、全国市長会会長）